# Valerenska kiselina
Valerenska kiselina je seskviterpenoidni konstituent esencajalnog ulja odoljena. Odoljen se koristi kao biljni sedativ, koji može da bude koristan u tretmanu insomnije. Precizan mehanizam dejstava nije poznat. Moguće je da nekoliko različitih komponenti biljke doprinosi njenom dejstvu. 
Valerenska kiseline jedna od komponenti odgovornih za sedativno dejstvo. Jedna studija iz 2004. je pokazala da valerenska kiselina deluje kao selektivni agonist  receptora u neonatalnim preparatima kičmene moždine pacova.